# L-alpha-Glycérophosphorylcholine
La L-α-glycérophosphorylcholine, également appelée alfoscérate de choline ou alpha-GPC, est un composé naturel de choline qu'on trouve notamment dans le lait et le cerveau. C'est également un précurseur parasympathomimétique de l'acétylcholine qui pourrait avoir des applications comme traitement de la maladie d'Alzheimer et comme complément alimentaire nootropique. Elle dérive d'une 2-lysophosphatidylcholine par hydrolyse du résidu d'acide gras sous l'action d'une lysophospholipase :
|                                | + H2O {\displaystyle \rightleftharpoons } |            | + |                            |
| 2-lysophosphatidylcholine      |                                           | Acide gras |   | α-glycérophosphorylcholine |
| Lysophospholipase – EC 3.1.1.5 |                                           |            |   |                            |
L'α-GPC est produite à partir de lécithine (phosphatidylcholine) purifiée extraite du soja. Elle fournit rapidement de la choline au cerveau et est un précurseur biosynthétique de l'acétylcholine, un neurotransmetteur.
|                                                                |  |               |
| Palmityl-oléyl-sn-phosphatidylcholine, une phosphatidylcholine |  | Acétylcholine |